# Giv'at Jošijahu
Giv'at Jošijahu (hebrejsky גבעת יאשיהו‎, arabsky: Tal al-Asmar) je vrch o nadmořské výšce 235 metrů v severním Izraeli.
Leží ve východní části vysočiny Ramat Menaše, nedaleko od okraje zemědělsky využívaného Jizre'elského údolí, cca 11 kilometrů západně od města Afula a cca 1 kilometr západně od vesnice Megido. Má podobu výrazného návrší s odlesněnými svahy, které je ze severu, západu a jihu obklopeno lesnatou krajinou. Západně od kopce vede vádí Nachal Slav. Ze severního úpatí hory vychází vádí Nachal Megido. Z jihu kopec míjí vádí Nachal Kejni, které se již otevírá do Jizre'elského údolí. Kopec je sopečného původu a pojmenován je podle biblického Jóšijáše, který byl zabit v bitvě v nedalekém Megidu. Zachovaly se tu zbytky římské pevnosti.